# Blue Air
Ne doit pas être confondu avec Airblue.
Smart flying
(« Voler de façon intelligente »)
Blue Air est une compagnie aérienne à bas prix roumaine. Elle est classée, en 2010, troisième compagnie aérienne en nombre de sièges proposés pour la desserte de la Roumanie, elle assure des liaisons vers de nombreux aéroports d'Europe principalement à partir de sa base située sur l'aéroport de Bucarest-Henri-Coandă (ex-Otopeni) de Bucarest. L’Autorité nationale de la protection des consommateurs de Roumanie inflige à l’été 2022 une amende de 2 millions d’euros à la compagnie pour avoir annulé de très nombreux vols  ; le manque de fiabilité de la compagnie handicape ses possibilités de développement.
Endettée à hauteur de 50 % de son chiffre d’affaires et ne disposant pas des fonds suffisants pour payer le carburant, la compagnie roumaine Blue Air a annoncé, le 9 septembre 2022, la suspension de ses vols en Europe. Elle courait jusqu’au 10 octobre.
Elle a été nationalisée en decembre 2022.

## Historique

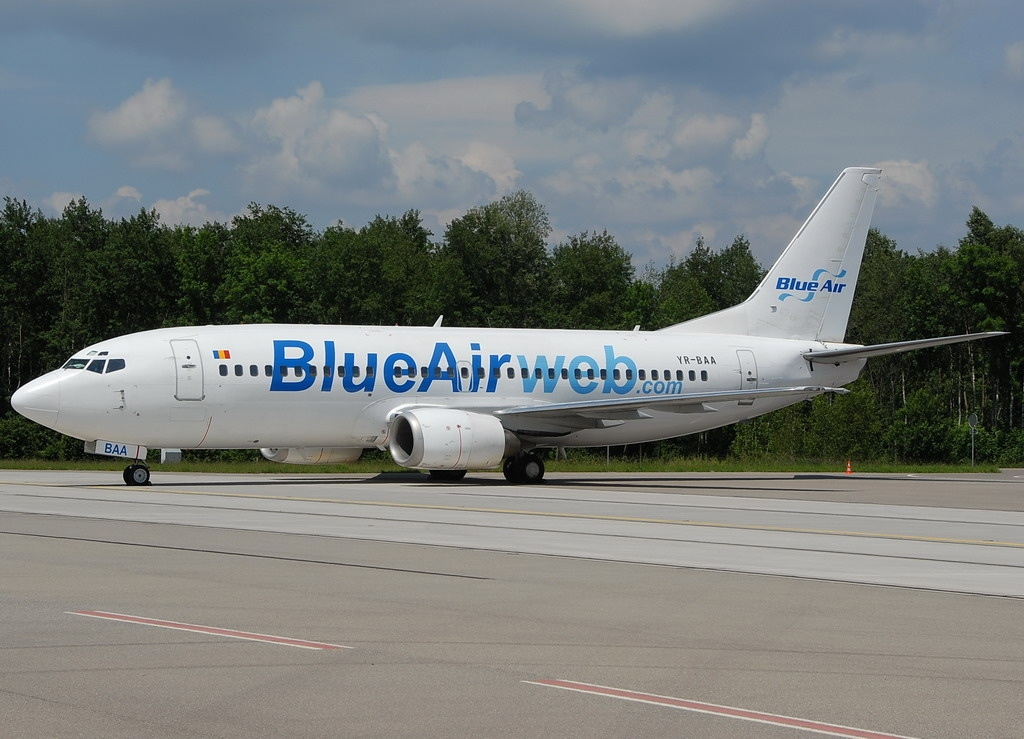
Ancienne livrée de Blue Air sur un Boeing 737-300

Lancée le 13 décembre 2004 par l'homme d'affaires roumain Nelu Iordache, propriétaire de la holding Romstrade dont elle fait partie, Blue Air est la première compagnie aérienne du pays à avoir été constituée avec des capitaux entièrement privés.
Pendant la première année d'exploitation, la France et l'Italie sont les destinations des vols avant une diversification ultérieure vers les principaux pays de l'Europe occidentale.
La croissance de la compagnie est constante jusqu'en 2009 : cinq ans après son lancement, Blue Air approche la compagnie publique Tarom en nombre de passagers (plus d'1,7 million de passagers) dont 40 % en provenance ou à destination de l'Italie et dont 30 % d'Espagne. Le taux moyen d'occupation atteint alors 75 %.

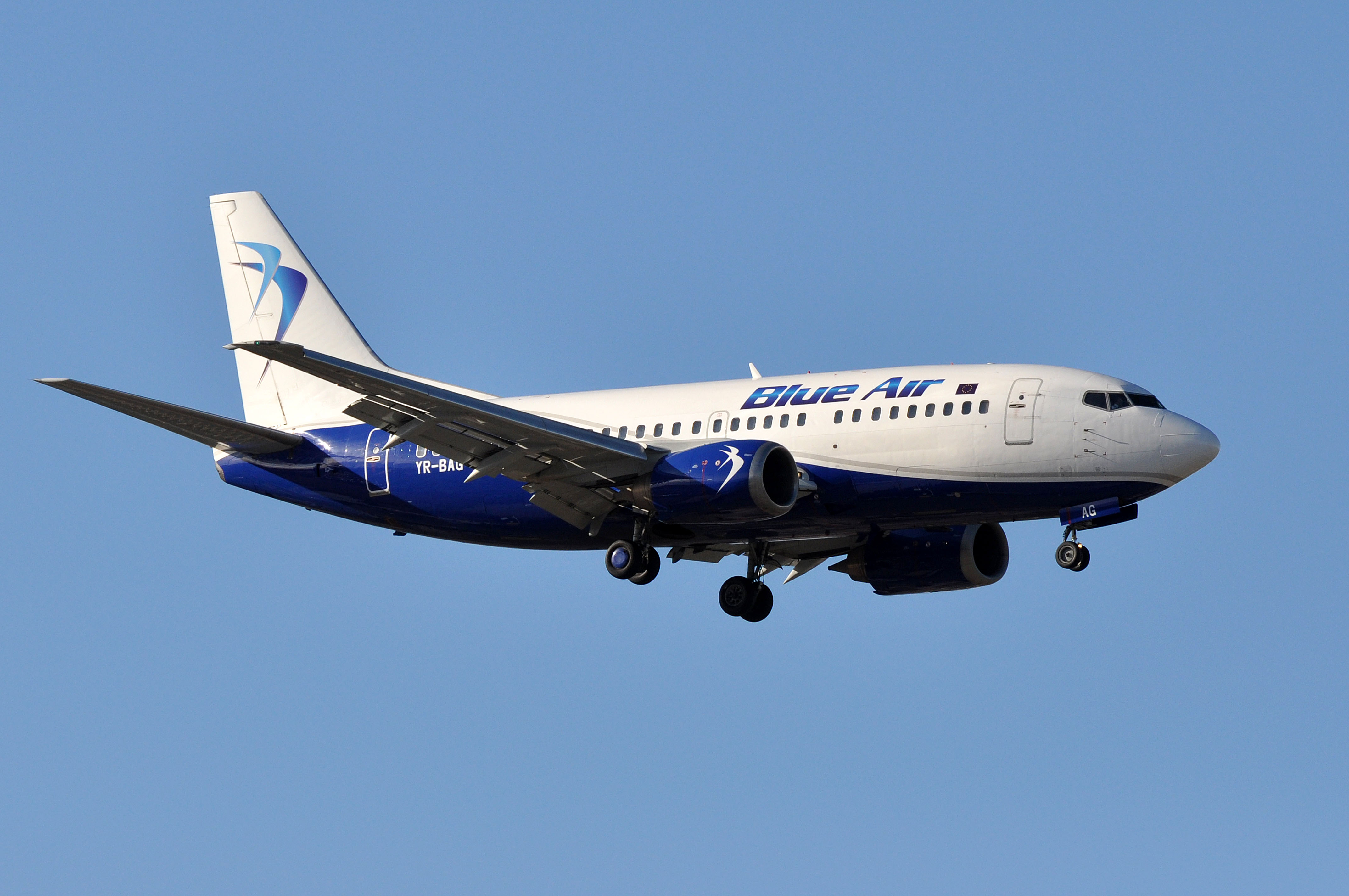
Un Boeing 737-5L9 (YR-BAG) en phase d'approche de l'aéroport de Rome

En 2010, un processus de restructuration a lieu : celui-ci a comme conséquence le licenciement de 300 des 800 salariés et le retrait de cinq avions. Par ailleurs, la Cour d'appel de Bucarest, après avoir suspendu le 14 octobre 2010 la procédure judiciaire de mise en faillite à l'encontre de la compagnie Blue Air, repousse en définitive la demande des créanciers, ce qui met un terme à la procédure.
Au cours de la même année, des Roms de Roumanie sont expulsés de France vers la Roumanie sur des vols de Blue Air en exécution de la politique d'éloignement menée par les autorités françaises à leur encontre,.
En 2010, un accord de partage de codes est signé avec Blue Panorama. Par ailleurs, il existe un « accord interligne » avec Georgian Airways.

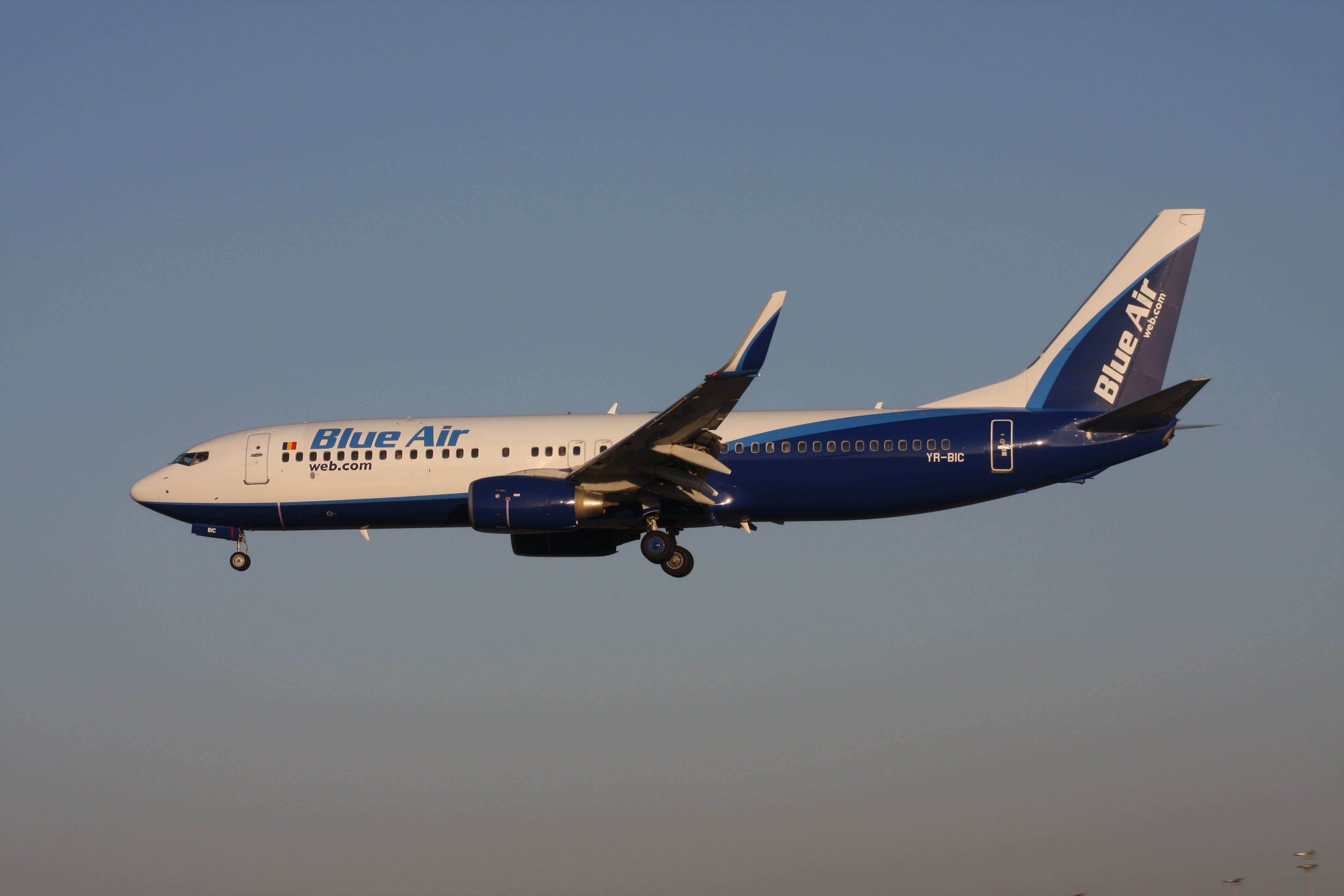
Un Boeing 737-800 (YR-BIC) de Blue Air en 2009

Durant l'été 2017, Blue Air affirme avoir passé commande de douze 737-MAX8 et six 737-800NG supplémentaires.
En avril 2021, la compagnie réceptionne son premier Boeing 737-8 MAX, arborant une livrée légèrement revisitée.

## Destinations
En septembre 2014, la compagnie desservait quarante-deux destinations. En septembre 2018, c'est soixante-sept destinations.

## Volume d'activités
| Année | Nombre de passagers (en millions) | Chiffre d'affaires (en millions d'euros) | Résultat avant impôt (en millions d'euros) | Nombre de salariés |
| ----- | --------------------------------- | ---------------------------------------- | ------------------------------------------ | ------------------ |
| 2005  | 0,24                              |                                          |                                            |                    |
| 2006  | 0,44                              | 50,4                                     | 0,1                                        | 232                |
| 2007  | 0,9                               | 95,8                                     | 0,3                                        | 236                |
| 2008  | 1,1                               | 129,4                                    | 0,2                                        | 548                |
| 2009  | 1,71                              | 148,6                                    | 1,5                                        | 775                |
| 2010  | 1,5                               | 164,3                                    | 0,6                                        | 446                |
| 2011, | 1,5                               | 150                                      | −1,1                                       |                    |

## Flotte
Voici la répartition de la flotte de Blue Air en octobre 2020  :

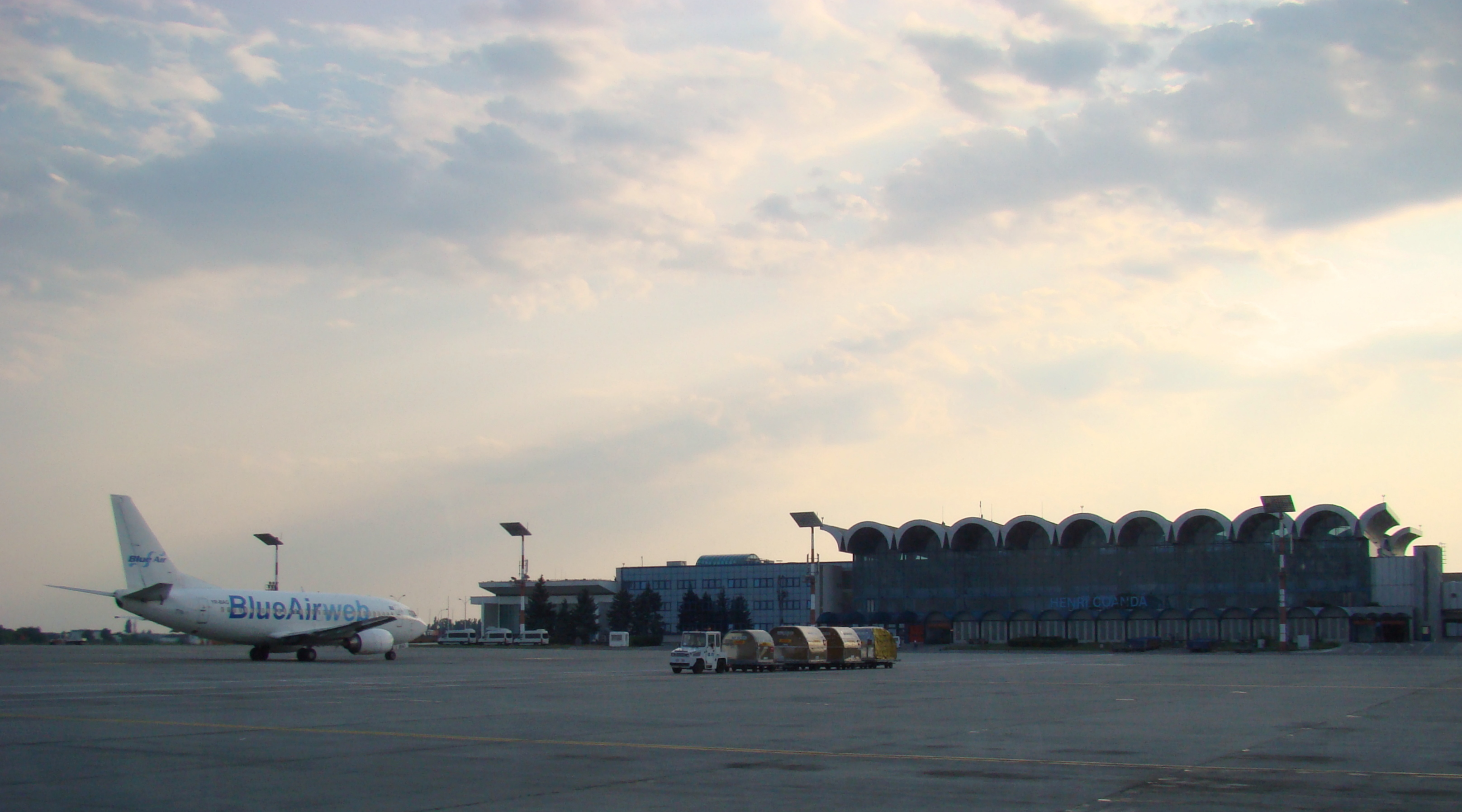
Un Boeing 737-300 à l'aéroport de Bucarest-Henri-Coandă.
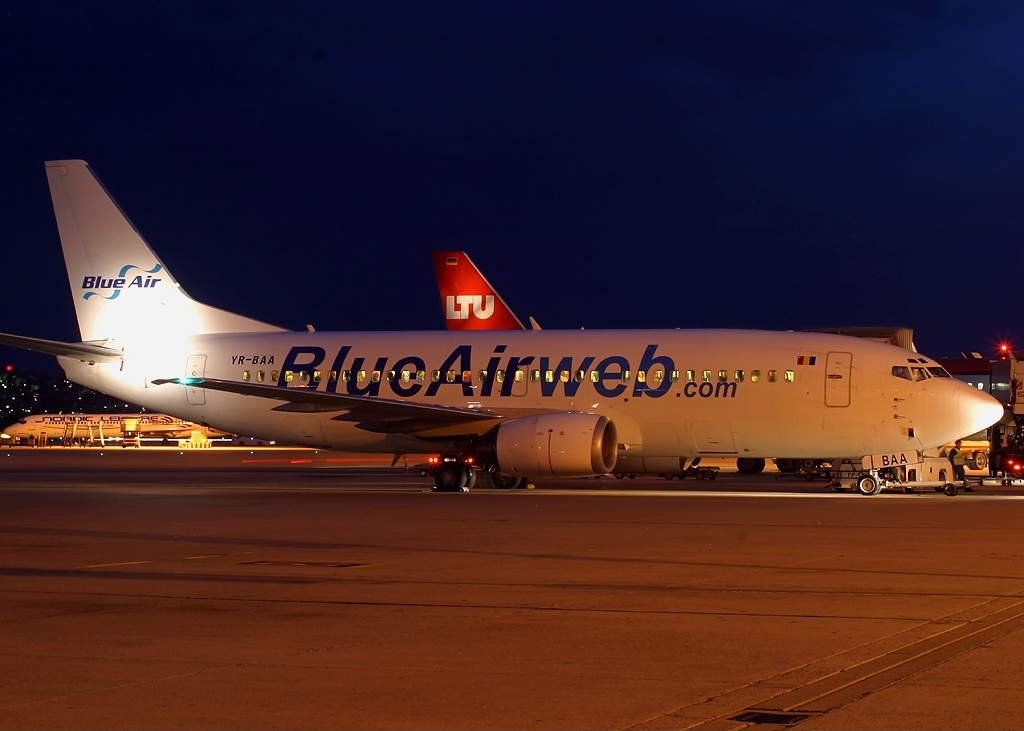
Un Boeing 737-33A de Blue Air à Stuttgart en 2005
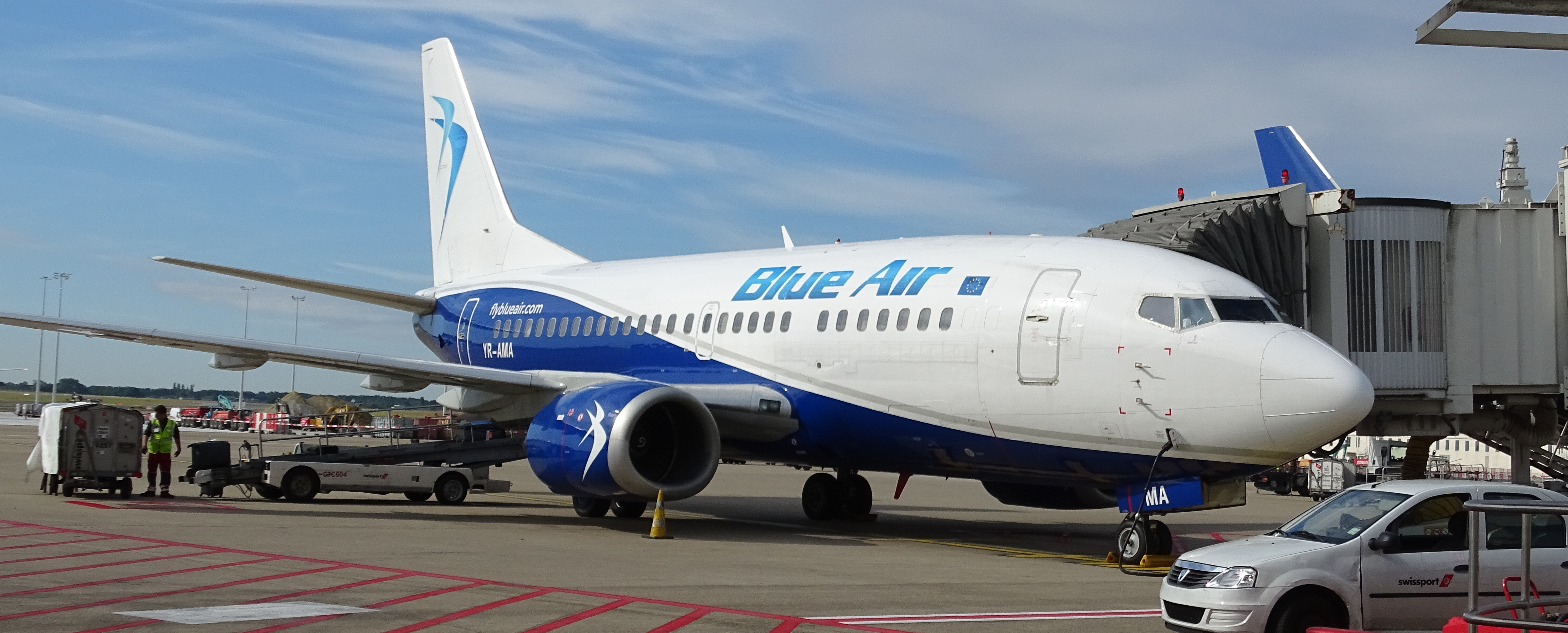
Blue Air à l'aéroport de Bruxelles
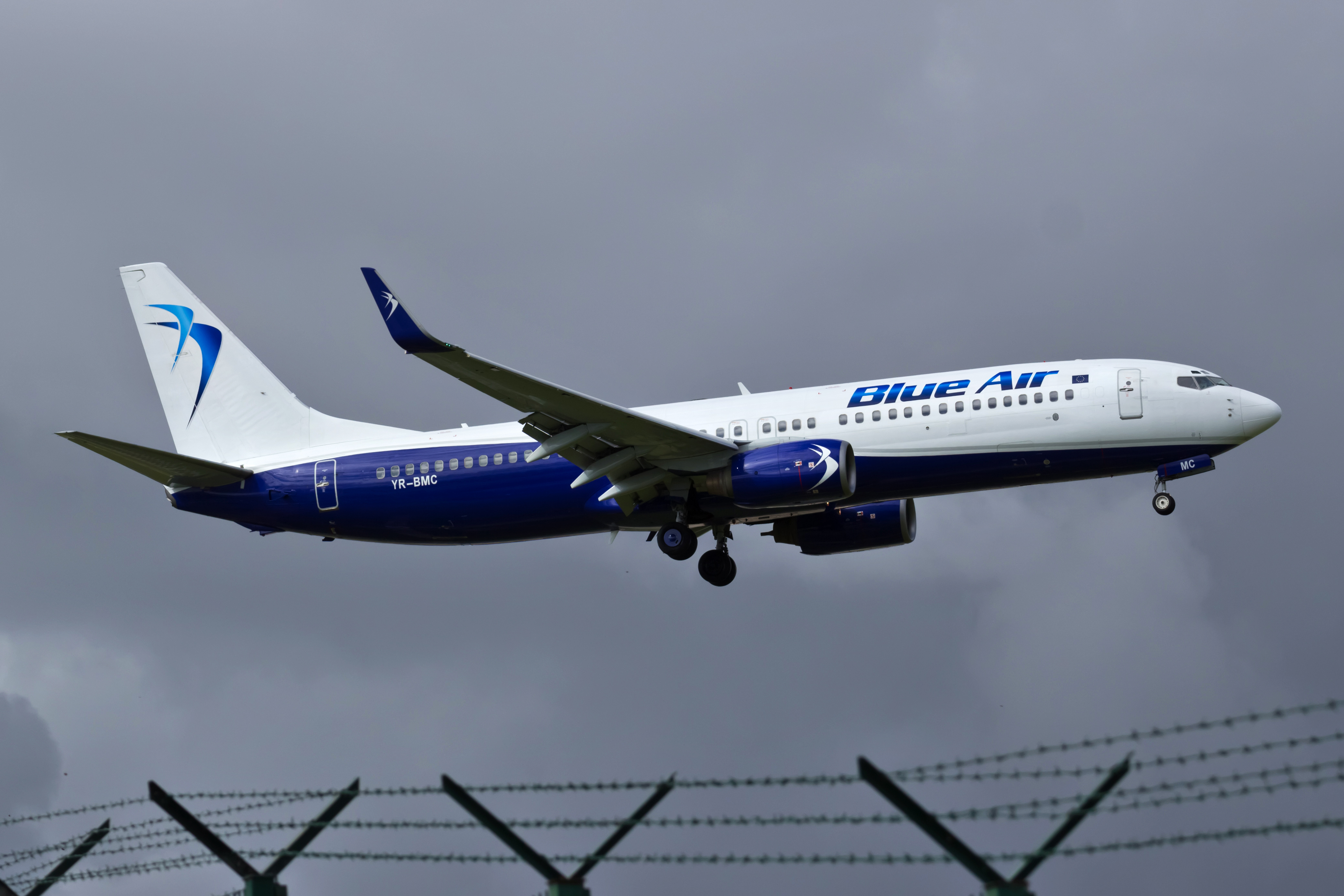
Un 737-800 Blue Air à Lisbonne (YR-BMC)
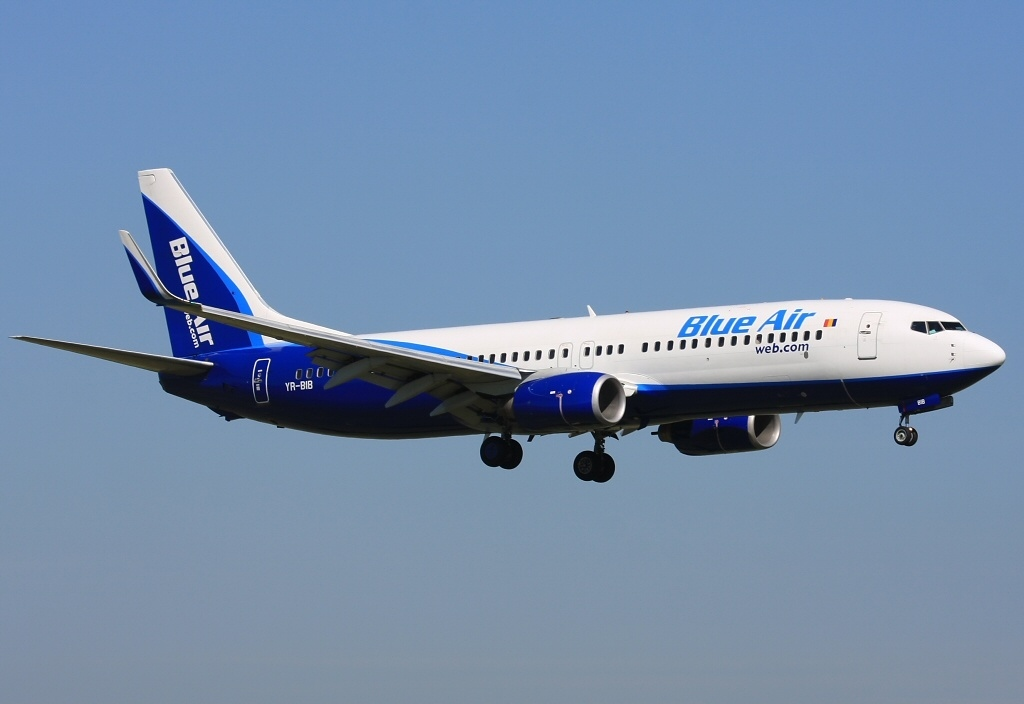
Boeing 737-8AS avec la livrée actuelle
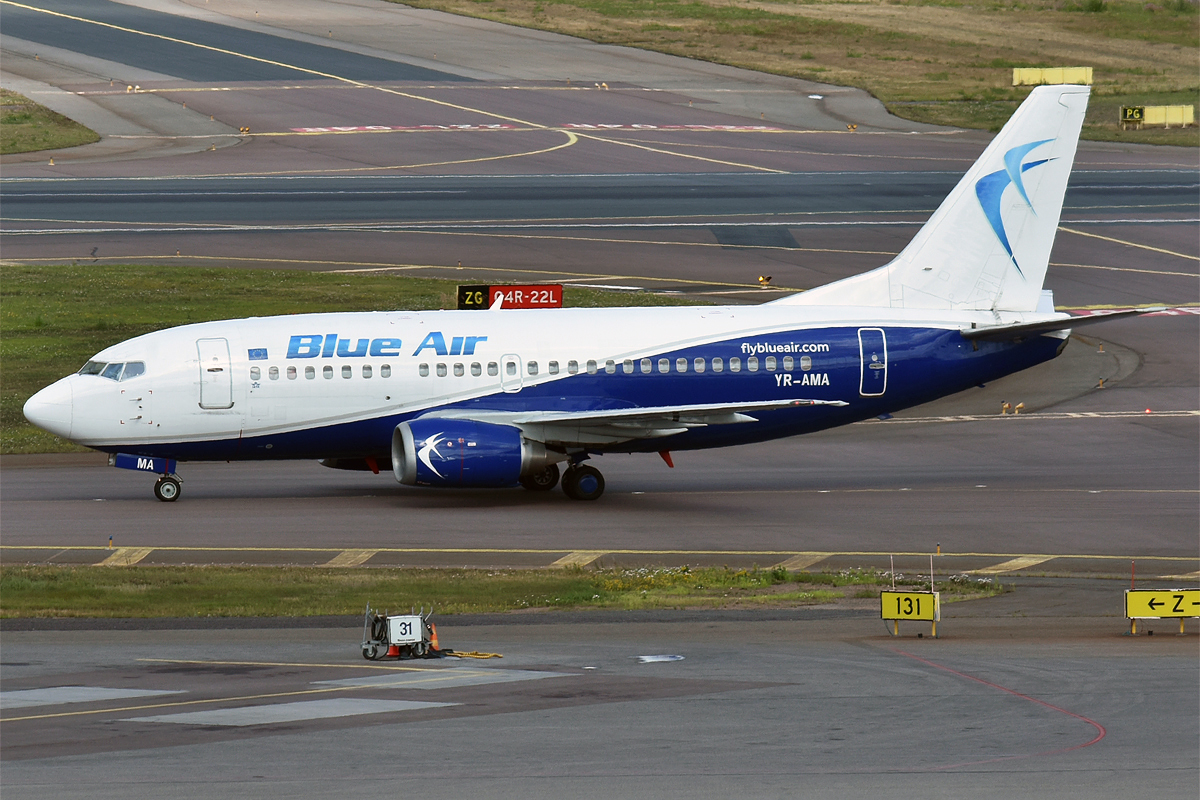
Boeing 737, YR-AMA

## Évolution de la compagnie
Un nouvel aéroport privé, qui traitera des vols à prix peu élevés, sera construit par Infra-Group, une société fondée par Blue Air et par Romstrade. Cet aéroport sera situé à Adunații-Copăceni, dans le județ de Giurgiu, à vingt kilomètres au sud de Bucarest.